# Aquaskop
Ein Aquaskop ist ein Unterwassersichtgerät. Es wird benutzt, um die Unterwasserwelt zu erkunden, oft vom trockenen Land, Boot oder Schiff. Es eliminiert die Oberflächenspiegelung und erlaubt so eine bessere Sicht, wie es die Wasserbedingungen und Lichtverhältnisse zulassen. Ein Aquaskop kann benutzt werden, um Riffe zu beobachten, Anlegestellen und Secchi-Scheiben zu prüfen und für viele andere Unterwassererkundungen. Es wird auch in der Bildung eingesetzt, um Pflanzen, Tiere und Lebensräume unter der Wasseroberfläche von Flüssen, Seen und Meeren zu beobachten.
Eine fortgeschrittenere Version, ein Unterwasserteleskop, wurde von Sarah Mather im Jahre 1845 patentiert und gestattet es, von Schiffen aus die Tiefen des Ozeans zu erkunden. Eine mit Camphin betriebene Lampe wurde dazu in einer Glaskugel ins Wasser gelassen. Das Gerät wurde unter anderem zu Untersuchung von Schiffsrümpfen von Deck aus eingesetzt. Im Jahre 1864 verbesserte Sarah Mather ihre Erfindung um Unterseeboote und Spierentorpedos der Südstaaten im Amerikanischen Bürgerkrieg zu entdecken.

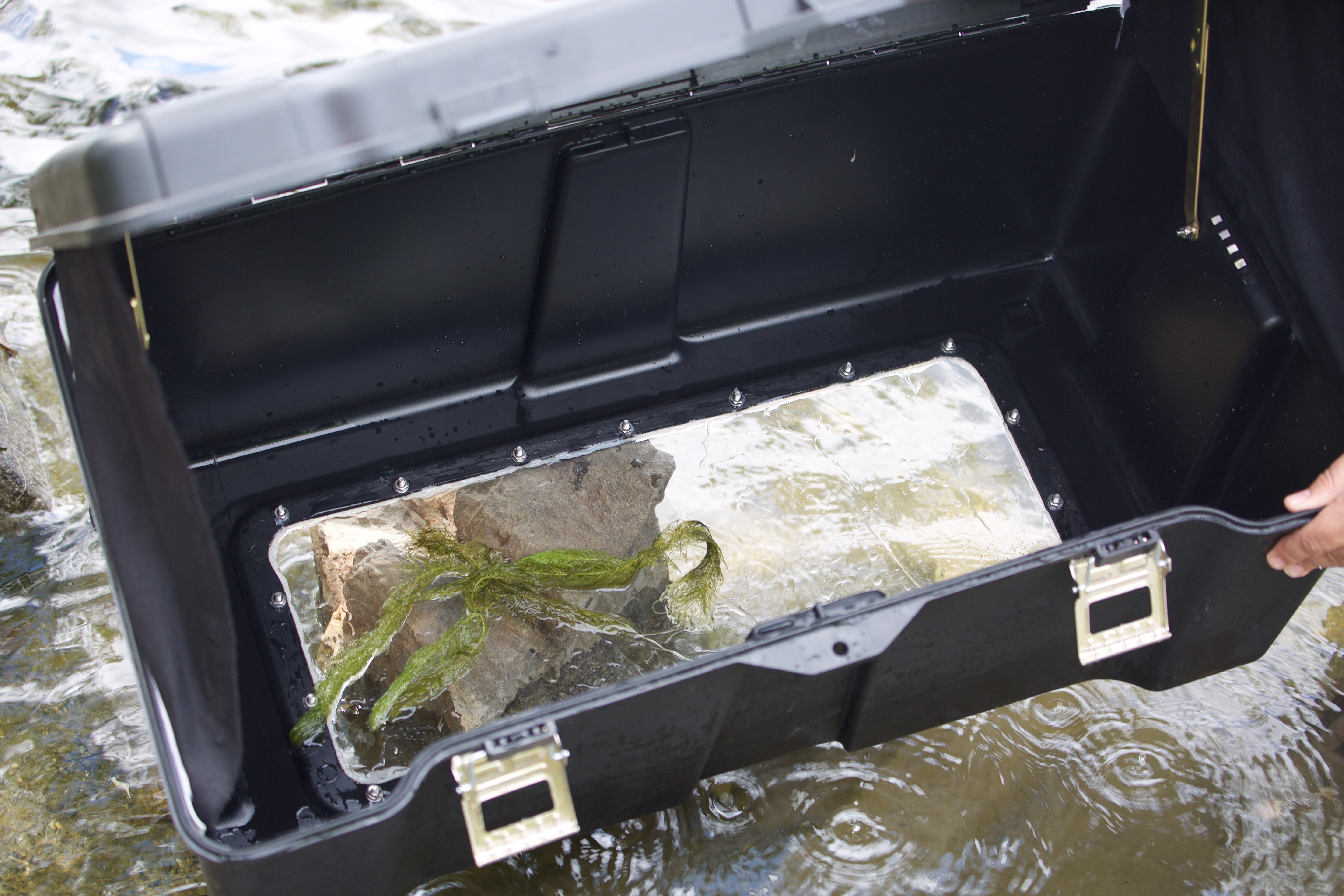
Portables Aquaskop
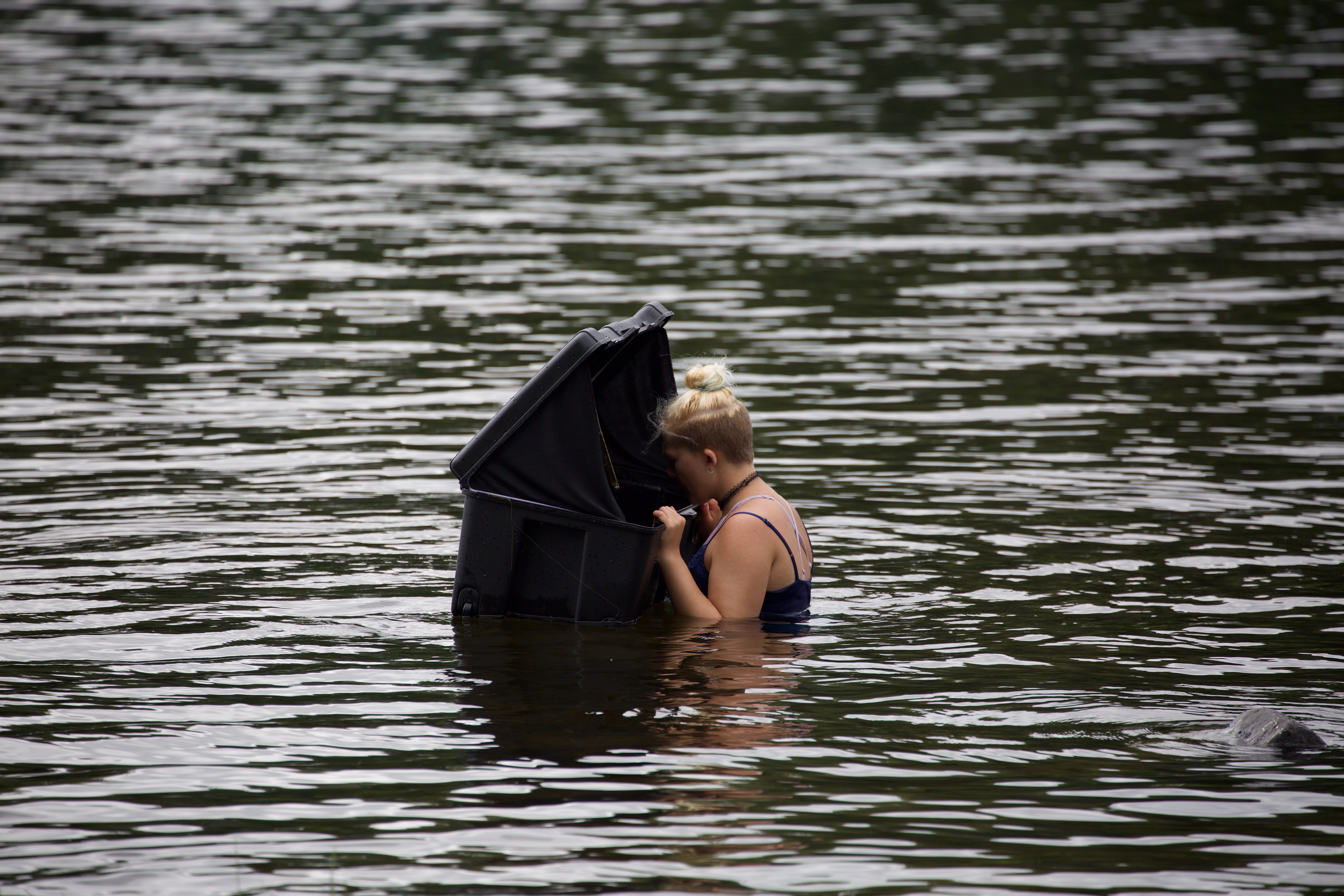
Aquaskop in Gebrauch
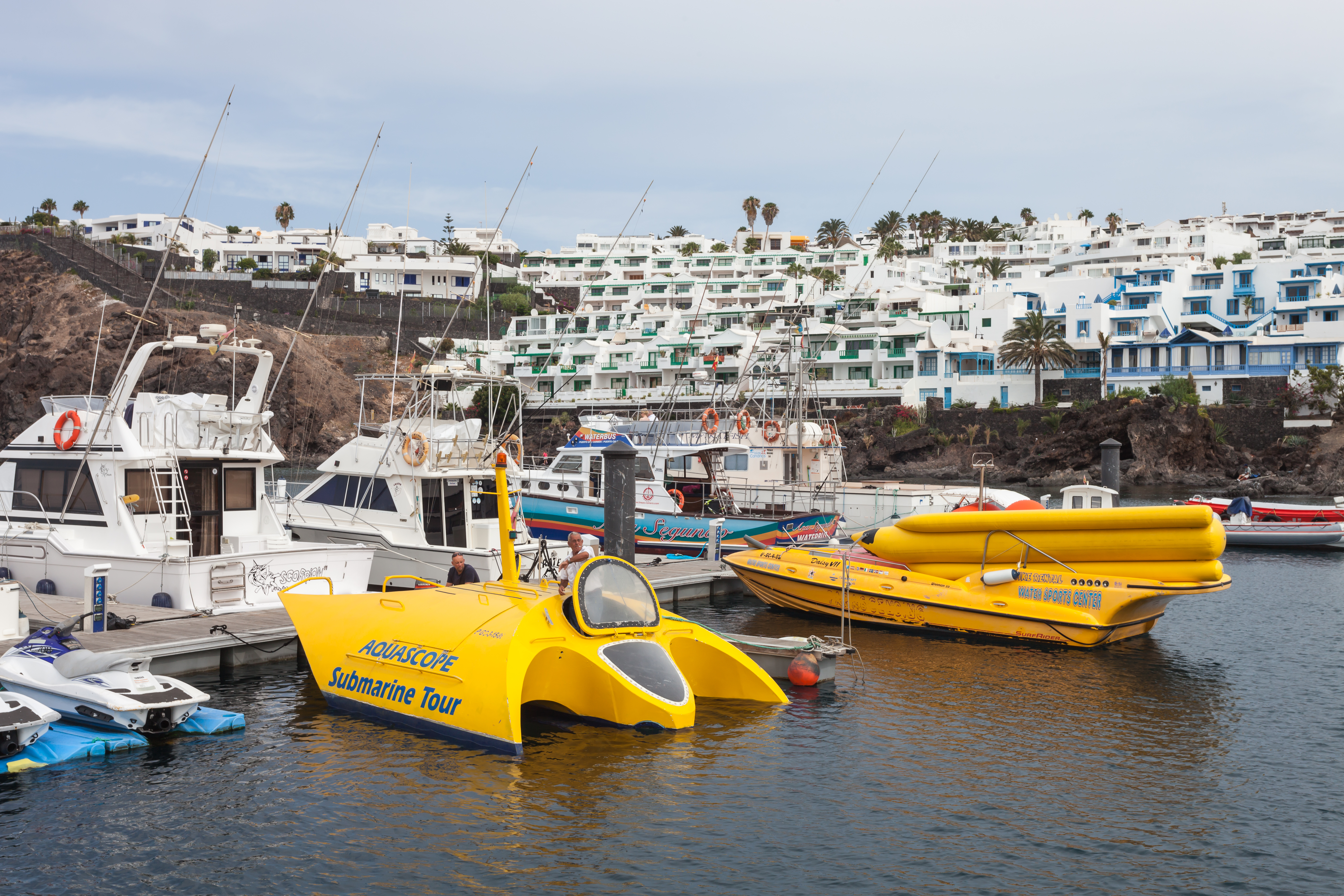
Aquaskop Unterwassertourboote, Lanzarote, Spanien
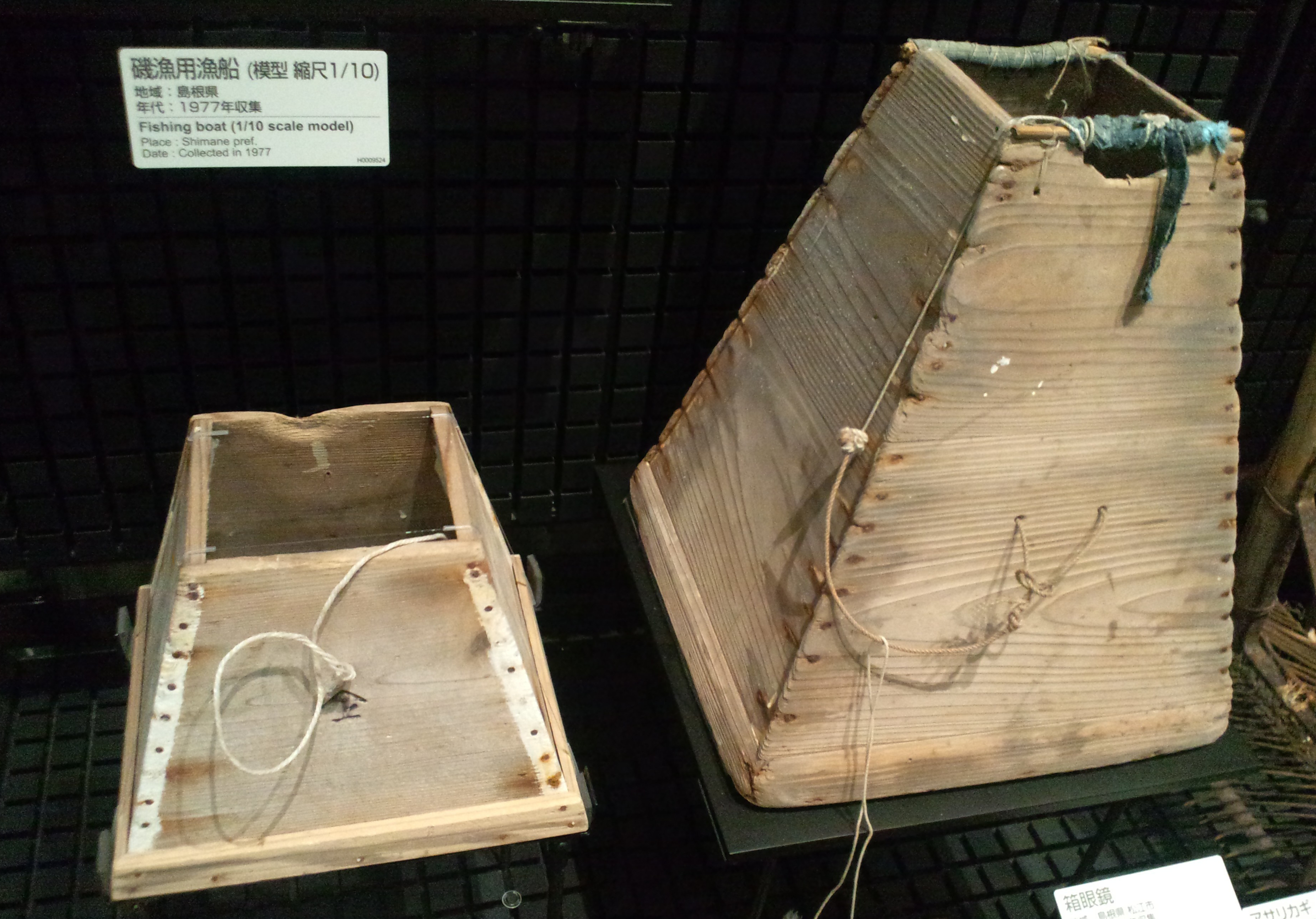
Unterwassersichtgerät – National Museum of Ethnology, Osaka – 1976